# Радослав Симић
Радослав Симић (Мали Пожаревац; 9. јун 1948 — Београд, 13. јануар 2020) био је српски шаховски велемајстор.

## Шаховска каријера
Радослав Симић је стекао титулу међународног мајстора 1978. и велемајсторску титулу 1983.
На 39. Пвенству Југославије делио је од 3. до 5. места, а 1995. био је шести. Освојио је прва места на турниру у Београду 1976, Кикинди 1978, Винковцима 1978, Цириху 1980. Највећи успех му је победа на турниру у Бад Мергентхајму 1978. године. Играо је за „Шахматик” и својим резултатима много допринео успеху клуба. Преминуо је као члан Шаховског клуба „Раковица“.
1995. био је и потпредседник Шаховског савеза Београда. Био је и члан Извршног одбора Шаховског савеза Србије.
Од 2023. Шаховски савез Београда одржава шаховски турнир Меморијал Радослава Симића.